# Gleccserboglárka
A gleccserboglárka (Ranunculus glacialis) a boglárkavirágúak (Ranunculales) rendjébe és a boglárkafélék (Ranunculaceae) családjába tartozó faj.

## Előfordulása
A gleccserboglárka előfordulási területe az Alpok, a Kárpátok, Skandinávia és az arktikus területek.
A Bering-szoros környékén, azaz Kelet-Szibériában és Alaszkában élő Ranunculus camissonist korábban a gleccserboglárka alfajának vélték, Ranunculus glacialis subsp. camissonis név alatt.

## Megjelenése
A gleccserboglárka 5-20 centiméter magas, kopasz, évelő növény. Szára felemelkedő vagy felálló, egy- vagy többvirágú. A tőlevelek húsosak, vastagok, sötétzöldek, mélyen három hasábra tagoltak, a hasábok egyenlőtlenül bevagdaltak, tompa csúcsú cimpákkal. A szárlevelek ülők, szabálytalanul tenyeresen hasogatottak, cimpáik lándzsa alakúak. A felálló virágok 15-20 milliméter szélesek, 5 fehér, rózsaszín vagy sötétvörös szirommal. A csészelevelek szőrösek, rozsdabarnák, maradók.

## Életmódja
A gleccserboglárka 2300 métertől 4300 méter magasságig, mészben szegény törmeléken, sziklarésekben él. Az egyik legmagasabbra felhatoló virágos növény Európában. A virágzási ideje július–szeptember között van.

## Képek

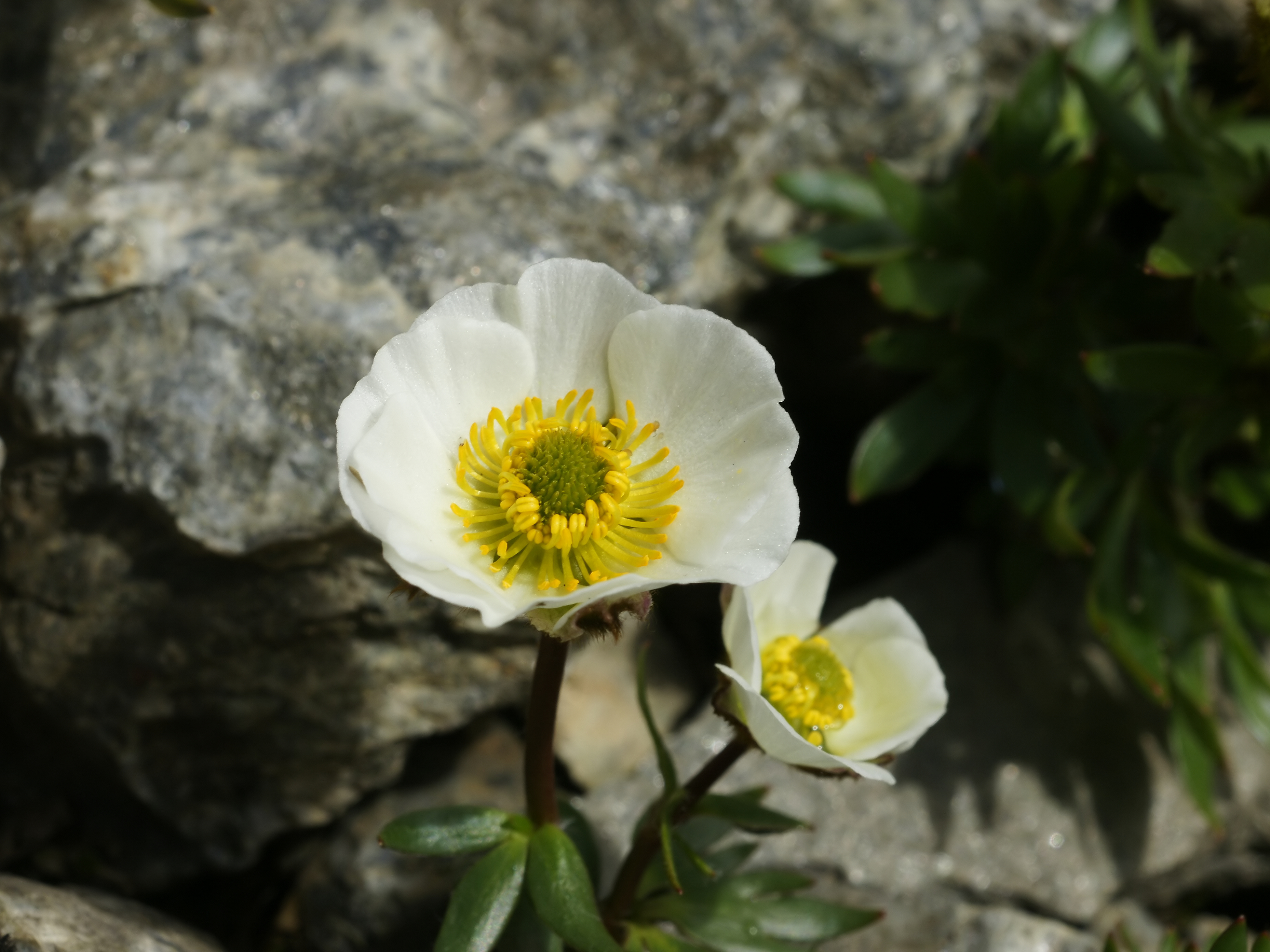
Fehér
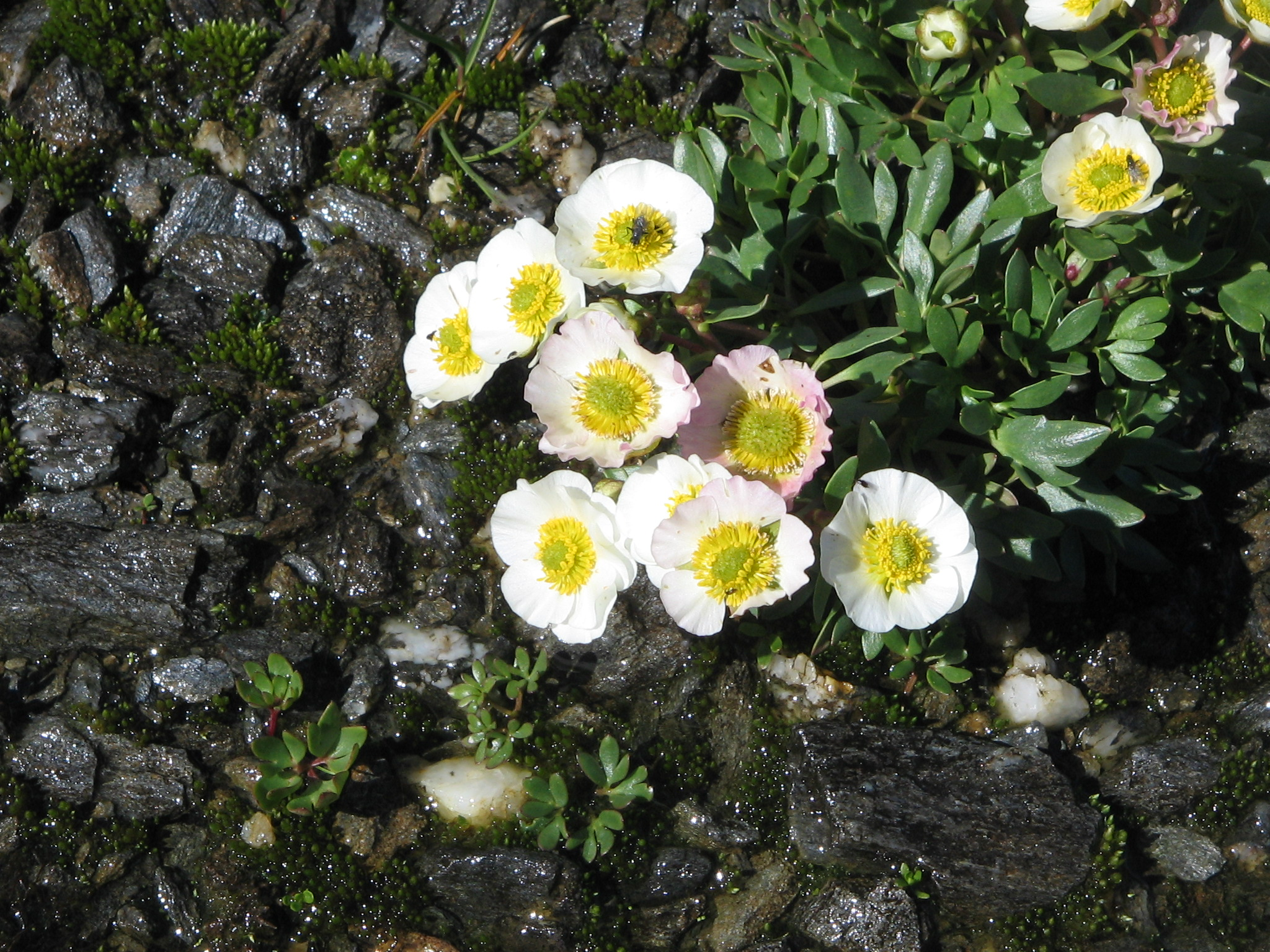
virágok
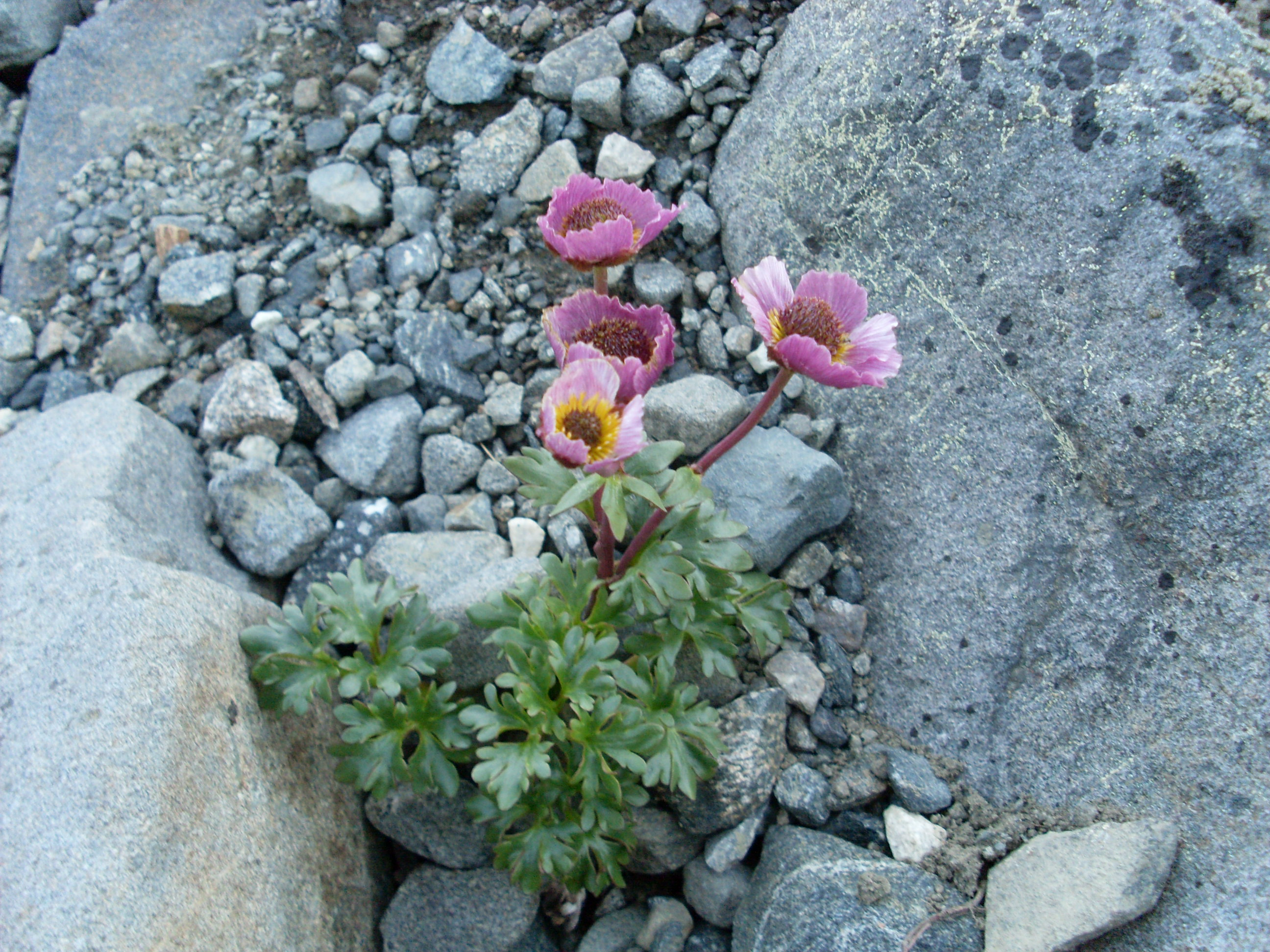
és
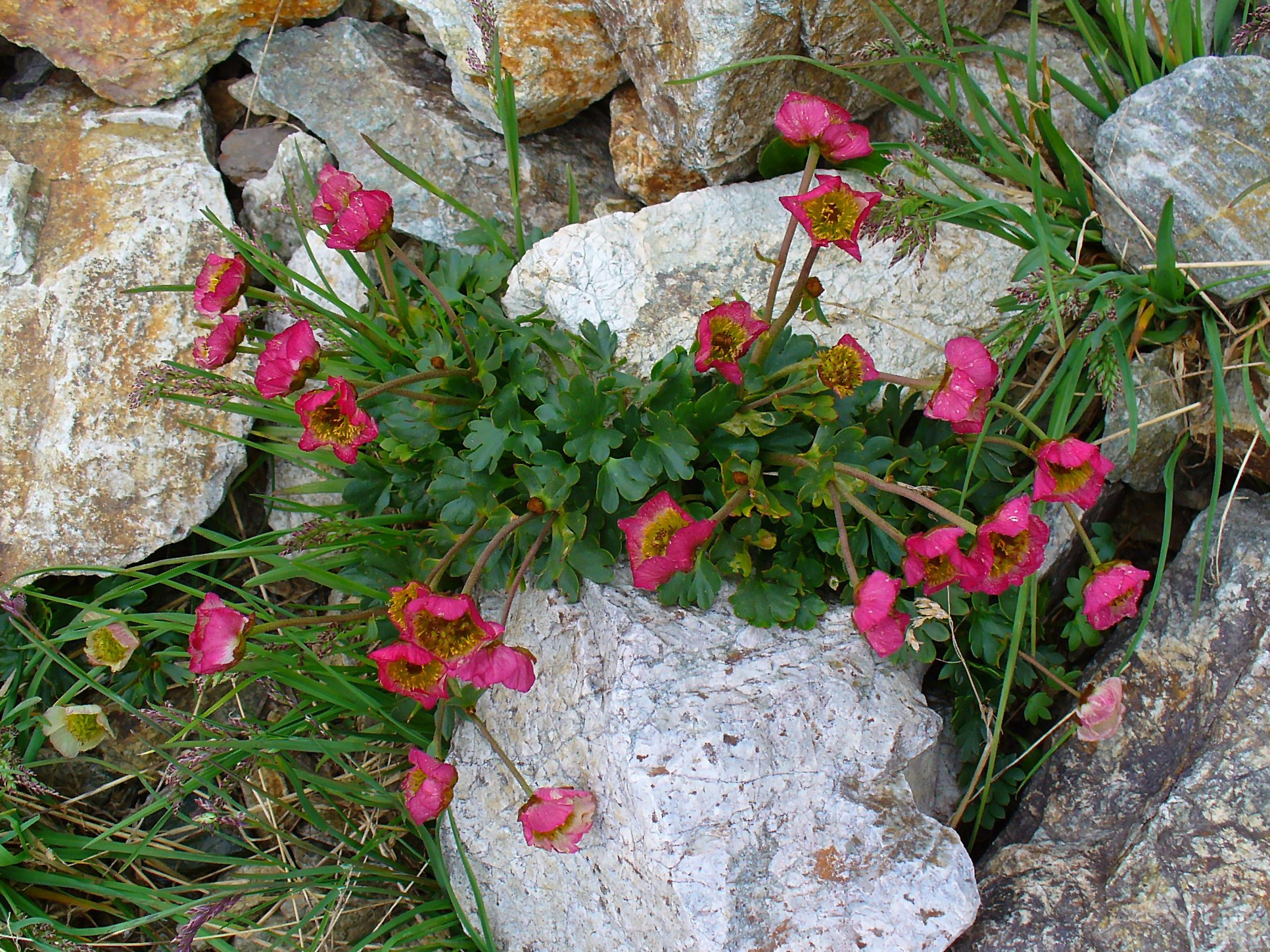
vörös virágok
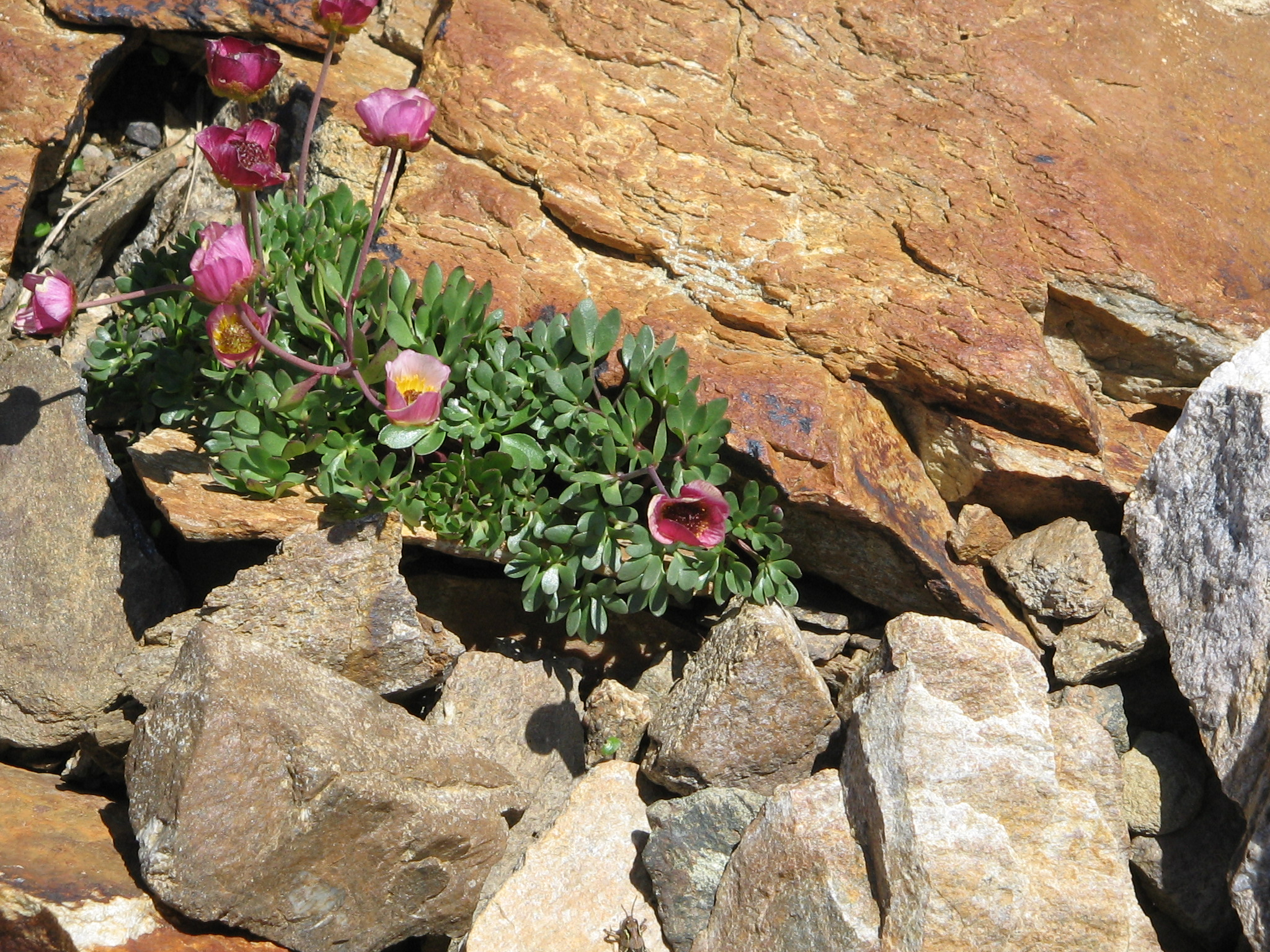
A sziklából kinőve
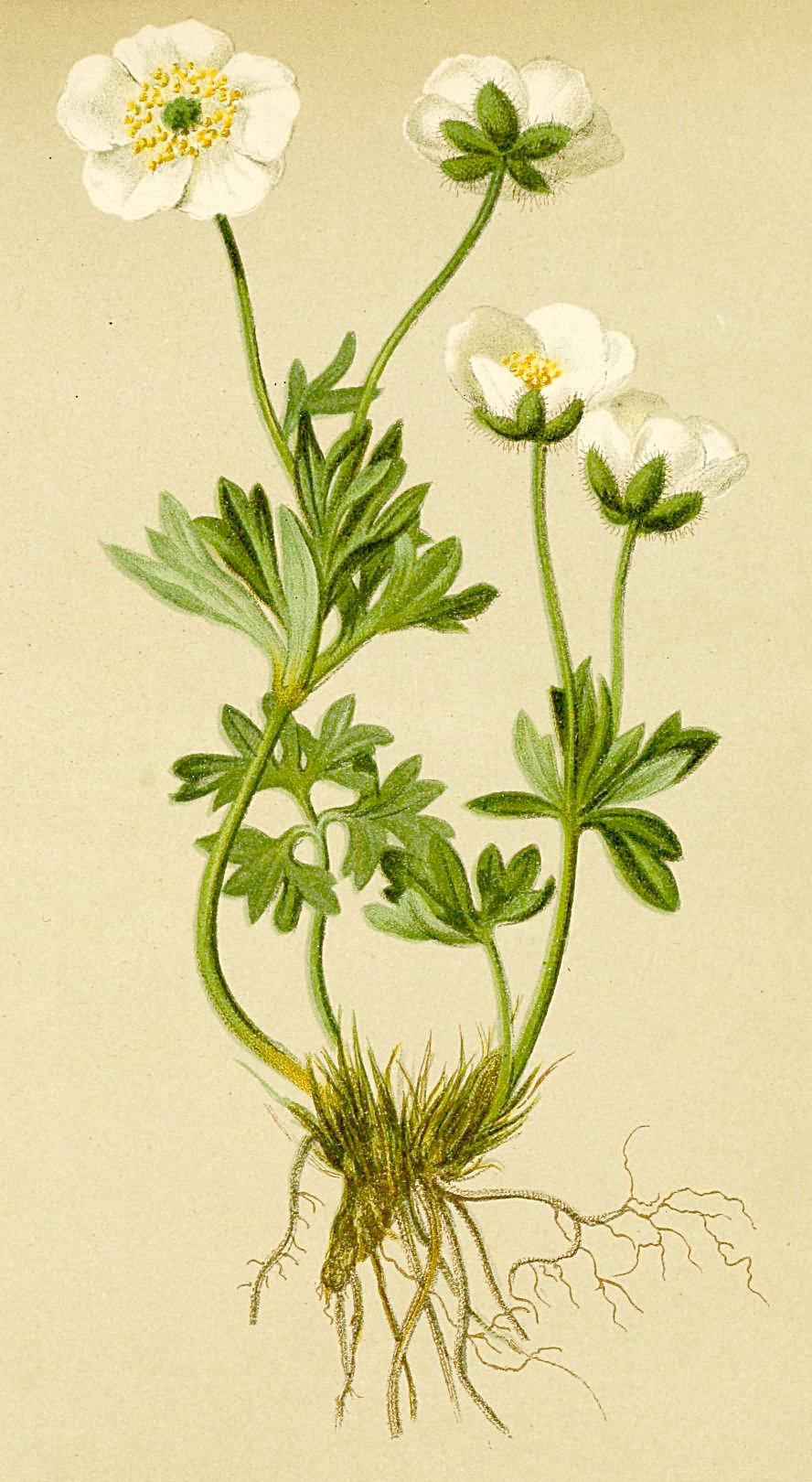
Rajz a növényről